# جيرالد هاريس (مقاتل)
جيرالد هاريس (بالإنجليزية: Gerald Harris) هو فنان قتال مختلط أمريكي، ولد في 19 نوفمبر 1979 في تلسا في الولايات المتحدة.

## وصلات خارجية
- جيرالد هاريس على موقع يو إف سي (الإنجليزية)
- جيرالد هاريس على موقع شيردوغ (الإنجليزية)
- جيرالد هاريس على موقع Tapology.com (الإنجليزية)
- جيرالد هاريس على موقع إي إس بي إن (الإنجليزية)
- جيرالد هاريس على موقع IMDb (الإنجليزية)